# KAB-500L

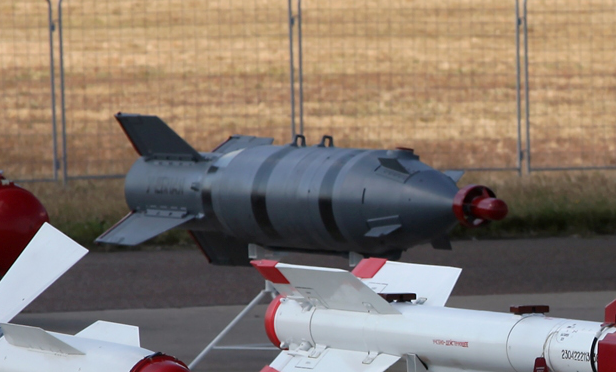
KAB-500L 유도 폭탄

KAB-500L은 러시아의 레이저 유도 폭탄이다.
KAB-500L은 무게 500 kg의 비유도식 범용폭탄인 FAB-500에 반능동 레이저 시커, 조종날개 등을 부착해 레이저 유도 폭탄으로 만들었다는 점에서, 미국의 페이브웨이와 유사하다.
KAB-500L은 길이 3.05 m (10 ft) 무게 525 kg (1,155 lb)이다. 러시아 정보로는 CEP 7 m (23 ft)의 정확도라고 한다.
Su-30MKI에 장착하여, 인도 공군에서도 사용한다.

## LT-2
중국의 LT-2 레이저 유도 폭탄은 러시아의 KAB-500L과 매우 유사하다. 아마도 중국이 KAB-500L의 역공학을 통해 LT-2를 만들었을 것으로 추정된다. 2008년 Zhuhai Airshow에서, LT 시리즈 개발자는 미국의 페이브웨이를 따라 만든 것이라고 하였다.